# Brasted Chart
Brasted Chart är en ort i grevskapet Kent i sydöstra England. Orten ligger i distriktet Sevenoaks och civil parishen Brasted, cirka 2,5 kilometer sydost om Westerham. Tätorten (built-up area) hade 300 invånare vid folkräkningen år 2021.